# Monne de Miranda
Salomon (Monne) Rodrigues de Miranda (Amsterdam, 21 maart 1875 – Leusden (Kamp Amersfoort), 3 november 1942) was een Nederlands wethouder voor de SDAP in Amsterdam. Rodrigues De Miranda - kortweg De Miranda genoemd - was reeds vroeg diamantbewerker en was actief lid van de Algemeene Nederlandsche Diamantbewerkersbond (ANDB). In 1916 werd hij bestuurder van deze vakbond. In het interbellum was hij met Floor Wibaut de meest gezichtsbepalende wethouder van Amsterdam. Tijdens de Tweede Wereldoorlog werd hij door de Duitse bezetters van Nederland gearresteerd. Hij overleed aan de gevolgen van grove mishandelingen in Kamp Amersfoort. Het De Mirandabad, het Miranda Paviljoen en de De Mirandalaan, alle in Amsterdam, werden naar hem vernoemd.

## Wethouder

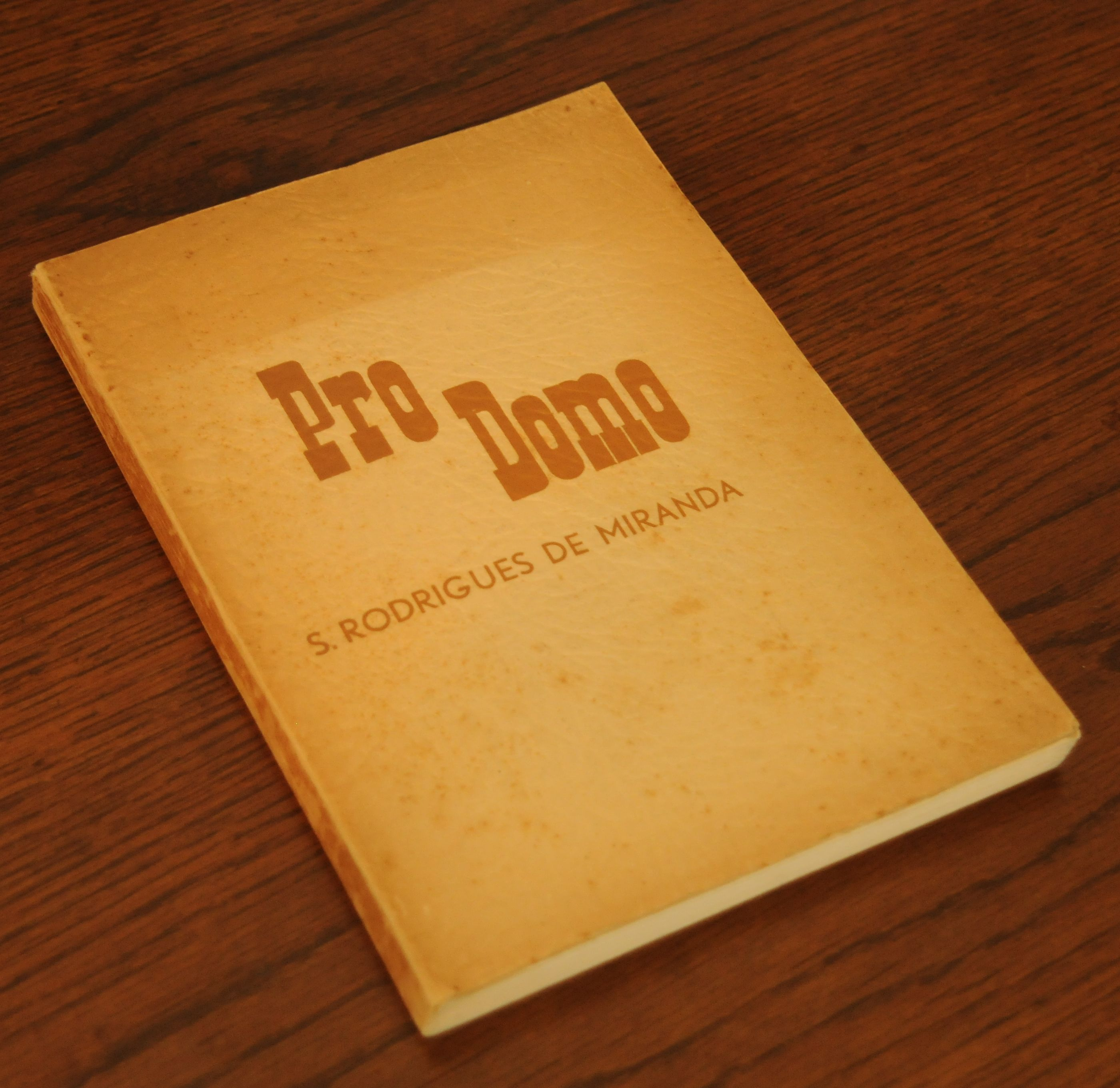
Pro Domo. Door den oud-wethouder voor de publieke werken en volkshuisvesting te Amsterdam, boek van Monne de Miranda uit 1940, een van de zeer weinige exemplaren die ingenaaid werden. (particuliere collectie)

De Miranda was de zoon van een diamantbewerker, en afkomstig uit een Sefardisch Joodse familie. Hij verliet de lagere school op elfjarige leeftijd om te gaan werken als leerling diamantslijper. In 1911 werd hij gekozen tot gemeenteraadslid in Amsterdam voor de SDAP en vanaf 1919 was hij (met twee onderbrekingen van 1927-1929 en 1933-1935) wethouder in diezelfde plaats tot 1 september 1939. De Miranda was in de periode tussen de twee wereldoorlogen een van de meest gezichtsbepalende lokale politici van Amsterdam.
Hij wordt genoemd als een gedreven politicus die een groot aantal bekende projecten op zijn naam heeft staan. Hij was betrokken bij het levensmiddelenbeleid (initiatiefnemer tot de Centrale Markthallen), de woningbouw en grote werkgelegenheidsprojecten (zoals het Amsterdamse Bos en het Flevopark). Door de bouw van een aantal zwembaden werd hij populair: het 'Amstelparkbad' werd later omgedoopt tot het De Mirandabad. Zijn ambitieuze plan uit 1926 voor de bouw van een tuinstad Gooistad op de hei ten behoeve van Amsterdamse arbeiders, strandde op het massale verzet van de mensen in Het Gooi.
Bij de aanleg van het Amsterdamse Bos werden werklozen verplicht om mee te werken, op straffe van verlies van hun uitkering. Vanwege de slechte werkomstandigheden en de lage geldelijke vergoedingen leidde dit 'Bosplan' tot felle kritiek uit communistische hoek.
De Miranda was van Sefardisch-Joodse afkomst. Al in zijn jeugd had hij het joodse geloof laten vallen, maar werd toch op zijn afkomst aangevallen bij het opkomend nationaalsocialisme.

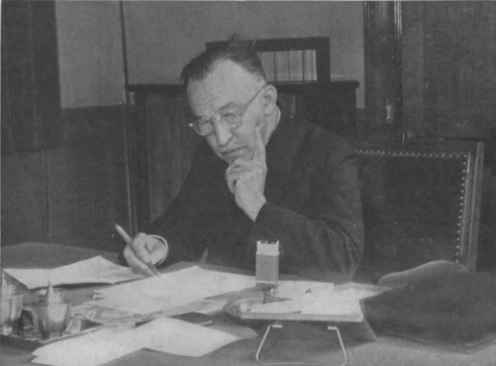
Salomon Rodrigues de Miranda, 1938 of eerder

Op 6 januari 1939 verscheen in het dagblad De Telegraaf een artikel waarin hij als wethouder beschuldigd werd van onregelmatigheden bij de uitgifte van gemeentelijke bouwgrond. Na een onderzoek door een gemeenteraadscommissie bleek deze beschuldiging onterecht; zo werd hij vrijgepleit van corruptie en fraude, hem werden echter beleidsfouten aangerekend. De Miranda was door dit alles ernstig depressief geworden en woonde daarom de debatten hierover in de Amsterdamse gemeenteraad niet bij, maar zat tijdelijk in een psychiatrische inrichting. Het hele gebeuren leidde er uiteindelijk toe dat hij zich bij de gemeenteraadsverkiezingen van 1939 niet meer als kandidaat-gemeenteraadslid beschikbaar stelde. Hierdoor verloor hij na afloop van de verkiezingen ook zijn wethouderszetel.
Hij schreef hierover nog een verweerschrift, Pro Domo, dat hij bij de Amsterdamse uitgeverij De Arbeiderspers wilde uitgeven. De uitgave zou duizend exemplaren groot worden. Hierover werden op 13 juli 1940, dus al tijdens de Duitse bezetting van Nederland, nog afspraken gemaakt. Begin september dat jaar zag De Arbeiderspers vanwege de Duitse bezetting uit eigen beweging alsnog af van publicatie, ook al waren er toen nog geen anti-Joodse maatregelen van kracht. De Miranda had al een voorschot van tweehonderd gulden betaald en werd gesommeerd eveneens de resterende gemaakte kosten van 650 gulden te voldoen. Het lukte De Miranda nog wel een beperkt aantal exemplaren zelf in te naaien en te verstrekken aan een "handvol" vrienden en politici. In 1997 werd zijn verweerschrift alsnog officieel uitgegeven, bij De Arbeiderspers.

## Moord
Door zijn voortdurende politieke activiteiten tijdens de bezetting en het weigeren van een verzoek van de Joodsche Raad om de Februaristakers tot werkhervatting te bewegen, was de Duitse bezetter zeer op hem gebeten.
Op 18 juli 1942 werd hij gearresteerd en overgebracht naar het huis van bewaring aan de Weteringschans in Amsterdam. Op 23 oktober dat jaar werd De Miranda met een groot transport met voornamelijk andere Joden afgevoerd naar het doorgangskamp Amersfoort. Op de eerste dag dwong de Nederlandse blokoudste Teun van Es hem om zich uit te kleden. Van Es wilde namelijk met eigen ogen aanschouwen of De Miranda besneden was. Van Es bestempelde vervolgens het lichaam van De Miranda van onder tot boven met het cijfer 7, onder meer op zijn voorhoofd, en vertelde hem dat dit het aantal dagen was dat hij nog te leven had.
De communist Willem Eegdeman haalde De Miranda de volgende ochtend uit het appel en vertelde de andere gevangenen dat De Miranda verantwoordelijk was geweest voor het 'Bosplan' en nu zelf "achter de kruiwagen zou worden gezet". De Miranda werd ingedeeld bij het Judencommando, een van de zwaarste werkploegen. Deze werkploeg bestond uit Joden en -helpers en bouwde barakken. Op zijn tweede werkdag vroeg de 67-jarige en 1,54 meter lange De Miranda om ander werk, maar dat verzoek leverde hem een aframmeling op. Op het eind van de dag werd hij in een bouwput gesmeten en bedolven onder bakstenen en zand`om vervolgens met een kruiwagen naar de 'rozentuin' te worden gedragen, een plek in het kamp omringd door omheiningen met prikkeldraad. Vandaar werd hij door enkele gevangenen in bewusteloze toestand naar de ziekenbarak gebracht waar hij enkele dagen kon bijkomen, totdat hij door de NSB-arts Jan Hendrik Klomp weer aan het werk werd gezet. De Miranda overleed uiteindelijk tien dagen na aankomst in het kamp aan de gevolgen van zeer ernstige mishandelingen door Van Es. Op het laatst kon De Miranda zijn ontlasting niet meer ophouden en werd hij naar een douchecel gebracht waar hij door Van Es met een krachtige waterstraal werd bespoten totdat hij geen teken van leven meer gaf. Van Es werd vanwege zijn betrokkenheid bij deze moord en een aantal andere na de oorlog tot twaalf jaar gevangenisstraf en onvoorwaardelijke terbeschikkingstelling van de regering veroordeeld.

## Privé

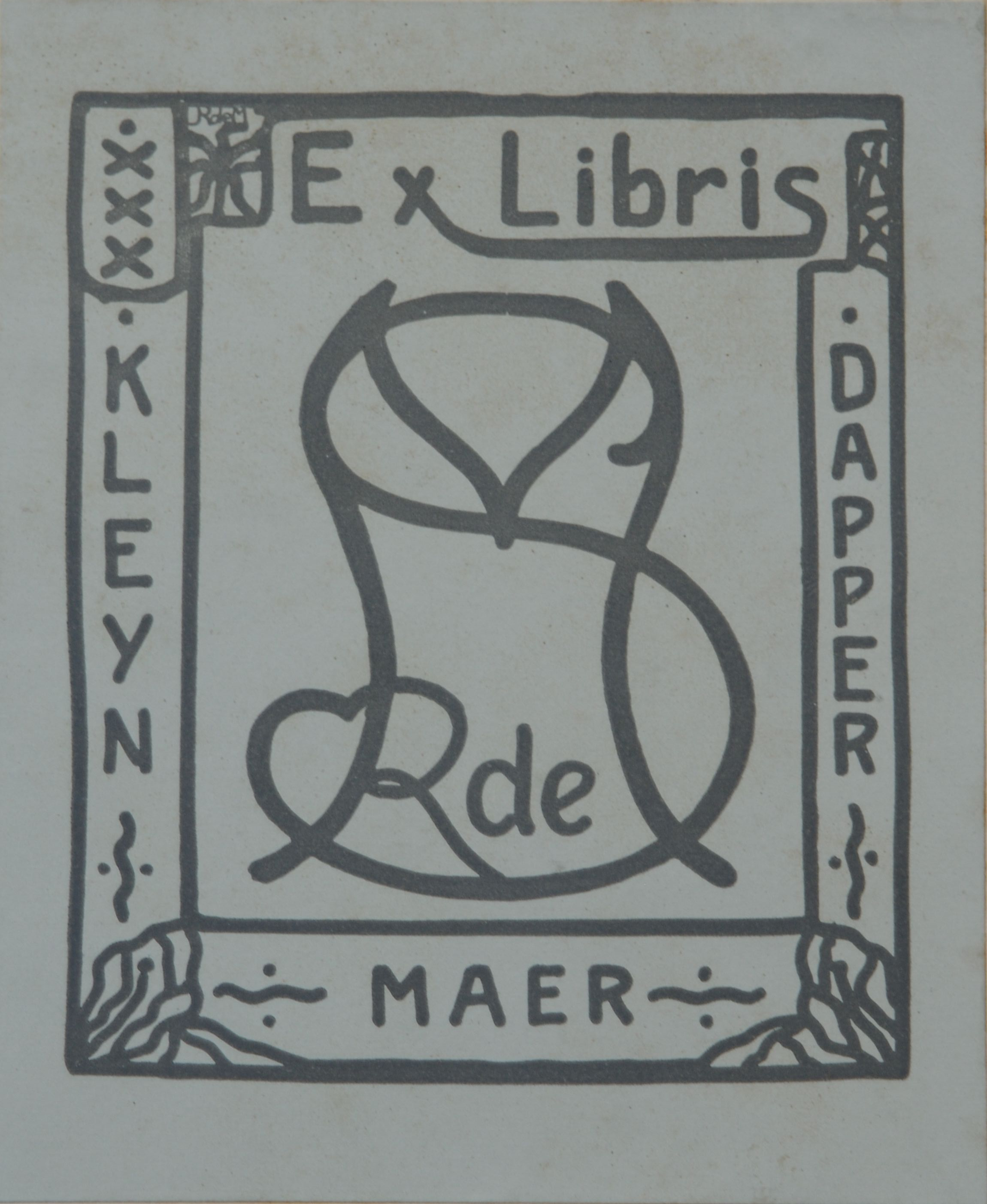
Ex libris van Salomon Rodrigues de Miranda met zijn monogram en zijn motto 'KLEYN MAER DAPPER'. Uit het tweede monogram linksboven blijkt dat hijzelf de ontwerper is. (particuliere collectie)

De Miranda trouwde op 31 mei 1905 met Selly Elion. Samen kregen ze twee zoons en drie dochters. Zijn echtgenote stierf op 14 februari 1923 en op 1 mei 1926 huwde hij met de niet-Joodse en bijna zeventien jaar jongere onderwijzeres Wilhelmina Titia (Mien) Timmerman. Met haar kreeg hij een dochter en een zoon.